# Национальный совет Швейцарии
Национальный совет (нем. Nationalrat; фр. Conseil National; итал. Consiglio Nazionale; романш. Cussegl Naziunal) является нижней (или большой) палатой Федерального собрания (парламента) Швейцарии. Он был учреждён Федеральной конституцией в 1848 году.

## Состав
Национальный совет — бо́льшая палата (по сравнению с Советом кантонов) Федерального собрания. В него входят 200 членов.
При создании парламента в 1848 году, это число не было определено, но оно зависело от населения в отдельных кантонах. По положению Конституции, член Национального совета должен представлять 20 тысяч жителей. Таким образом, в состав первого Национального совета, избранного в 1848 году, входили 111 членов.
В 1963 году было окончательно установлено нынешнее число членов Совета. Соотношение между отдельными кантонами с тех пор основано на соответствующих результатах переписи населения (включая иностранцев) по методу Хэра-Нимейера. Последнее изменение в распределении мест произошло в 2003 году по итогам федеральной переписи населения 2000 года. Каждый кантон имеет право, по крайней мере на одного представителя в Совете.
Распределение мест в Национальном совете по кантонам:
| Кантон       | Члены |
| ------------ | ----- |
| Цюрих        | 34    |
| Берн         | 26    |
| Во           | 18    |
| Аргау        | 15    |
| Санкт-Галлен | 12    |
| Женева       | 11    |
| Люцерн       | 10    |
| Тичино       | 8     |
| Золотурн     | 7     |

| Кантон       | Члены |
| ------------ | ----- |
| Базель-Ланд  | 7     |
| Вале         | 7     |
| Фрибур       | 7     |
| Тургау       | 6     |
| Базель-Штадт | 5     |
| Граубюнден   | 5     |
| Невшатель    | 5     |
| Швиц         | 4     |
| Цуг          | 3     |

| Кантон                 | Члены |
| ---------------------- | ----- |
| Шаффхаузен             | 2     |
| Юра                    | 2     |
| Ури                    | 1     |
| Обвальден              | 1     |
| Нидвальден             | 1     |
| Гларус                 | 1     |
| Аппенцелль-Ауссерроден | 1     |
| Аппенцелль-Иннерроден  | 1     |

## Выборы
Члены Национального совета избираются на четырёхлетний срок. Последние выборы были проведены 18 октября 2015 года. Выборы проводятся с 1919 года, когда была принята народная инициатива по введению пропорционального представительства кантонов. Женщины могут голосовать на парламентских выборах и быть избранными с 1971 года.
В выборах участвуют списки кандидатов от партий. Каждый список содержит максимальное число кандидатов, имеющих право на место в Национальном совете от округа. В большинстве кантонов каждая партия имеет возможность подать несколько списков (например список мужчин, молодёжи, женщин или пожилых людей). Также возможен совместный список разных партий. Избиратели могут или проголосовать за список целиком, или распределить голоса между несколькими кандидатами в одном списке по накопительной системе, или даже путём перекрёстного голосования отдать голоса за кандидатов из разных списков. Таким образом с одной стороны можно отдать голоса только за одного кандидата от одной партии. С другой стороны, вполне возможно разделение голосов на кандидатов от десятков партий.
Каждый избиратель имеет столько же голосов, на сколько мест имеет право его округ в Национальном совете. Например, житель кантона Цюрих имеет 34 голоса, а житель кантона Ури только один.

## Работа Совета
Работа и компетенция Национального совета регулируются Федеральным законом о Федеральном собрании и пятой статьёй конституции Швейцарии. Национальный совет и Совет кантонов Федерального собрания осуществляют, с учётом права народа, верховную власть в Швейцарии (148-я статья Конституции). Обе палаты считаются равноправными. Национальный Совет и Совет кантонов регулярно проводят совместные сессии (151-я статья Конституции). Обычно проводятся четыре сессии в год, каждая по три недели, от двух до пяти дней заседаний в неделю. Весенняя сессия начинается в первый понедельник марта, летняя сессия в первый понедельник июня, осенняя сессия после праздника Дня покаяния и молитвы (в Швейцарии отмечается в третье воскресенье сентября), и зимняя сессия в последний понедельник ноября. Если обычной сессии не достаточно для обсуждения законов, созывается специальная сессия. В исключительном случае (политический кризис, война и т. д.), по просьбе четверти членов Федерального совета, может быть созвана внеочередная сессия. Всего Национальный совет восемь раз созывался на внеочередную сессию. Последняя была посвящена мировому финансовому кризису и проводилась 8 декабря 2008 года

## Организация
- Председатель;
- Первый заместитель председателя и Второй заместитель председателя;
- Бюро, состоит из председателя, заместителей председателей, 4 счётчиков голосов и председателей фракций[3];
- Секретариат.

## Партийный состав
Результаты выборов 23 октября 2011 и 18 октября 2015 года в Национальный совет:
| Партии                                                        | Партии                                      | Места (2011) | Места (2015) |
| ------------------------------------------------------------- | ------------------------------------------- | ------------ | ------------ |
|                                                               | Швейцарская народная партия                 | 54           | 65 (+11)     |
|                                                               | Социал-демократическая партия               | 46           | 43 (-3)      |
|                                                               | СДП. Либералы                               | 30           | 33 (+3)      |
|                                                               | Христианско-демократическая народная партия | 28           | 27 (-1)      |
|                                                               | Зелёная партия                              | 15           | 11 (-4)      |
|                                                               | Зелёная либеральная партия                  | 12           | 7 (-5)       |
|                                                               | Консервативная демократическая партия       | 9            | 7 (-2)       |
|                                                               | Евангелическая народная партия              | 2            | 2            |
|                                                               | Лига Тичино                                 | 2            | 2            |
|                                                               | Христианско-социальная партия               | 1            | 1            |
|                                                               | Движение граждан Женевы                     | 1            | 1            |
|                                                               | Федерально-демократический союз             | 0            | 0            |
|                                                               | Швейцарская партия труда                    | 0            | 1 (+1)       |
|                                                               | Другие                                      | 0            |              |
| Всего                                                         | Всего                                       | 200          |              |
| Источники: Federal Chancellery, Swiss Broadcasting DRS (нем.) |                                             |              |              |